# عبد الله الشبراوي
عبد الله الشبراوي أو أبو محمد جمال الدين عبد الله بن محمد بن عامر بن شرف الدين الشبراوي الشافعي (ولد سنة 1091 هـ (وقيل 1092 هـ/1681 م) وتوفي في 6 ذو الحجة 1171 هـ/ 1758م) هو فقيه شافعي مصري، وهو الإمام السابع في سلسلة شيوخ الجامع الأزهر.

## تعليمه وأساتذته
تتلمذ الشبراوي على الشيخ محمد بن عبد الله الخرشي (أول شيوخ الجامع الأزهر) ونال إجازته  وهو دون العاشرة، ومن أساتذته الشيخ حسن البدري، الذي كان من الشعراء المرموقين في عصره، وقد تأثر الشبراوي بأدبه كما درس عليه علم الحديث. ومن شيوخ الشبراوي أيضاً الشيخ شهاب الدين أحمد بن محمد الثحلي الشافعي المكي والشيخ خليل بن إبراهيم اللقاني والشيخ محمد بن عبد الرازق الزرقاني والشيخ أحمد النفراوي والشيخ عبد الله بن سالم البصري والشيخ صالح بن حسن البهوي والشيخ شمس الدين الشرنبلالي.

## تلاميذه
من أبرز تلاميذ الشبراوي الشيخ إبراهيم بن محمد بن عبد السلام الرئيس الزمزمي المكي الشافعي، والوالي عبد الله باشا بن مصطفى باشا الكوبريلي (الذي ولاه السلطان العثماني محمود الأول ولاية مصر) والشيخ أحمد بن عيسى العماوي المالكي.

## تسامحه الديني
يذكر الجبرتي أن الأقباط قصدوا الحج إلى بيت المقدس، وكان كبيرهم آنذاك نوروز ـ كاتب رضوان كتخدا ـ فكلم الشيخ عبد الله الشبراوي في ذلك، فكتب إليه فتوى وجواباً ملخصه أن أهل الذمة لا يمنعون من دياناتهم وزياراتهم، فهلل الأقباط لهذا وفرحوا به، إلا أن بعض المسلمين لم تعجبهم هذه الفتوى وثاروا ضد الشيخ الشبراوي.

## منزلته
جمع الشبراوي بين عدة مواهب، فكان شاعراً متميزاً وكاتباً مرموقاً بمقاييس عصره، كما كان فقيهاً متعمقاً في أصول الفقه والحديث وعلم الكلام.
يصفه الجبرتي في ترجمته بأنه «الإمام الفقيه المحدث الأصولي المتكلم الماهر الشاعر الأديب» ويقول عن البيئة التي نشأ فيها إنه "من بيت العلم والجلالة، فجده عامر بن شرف الدين، ترجمه الأميني في الخلاصة ووصفه بالحفظ والذكاء".

## شعره

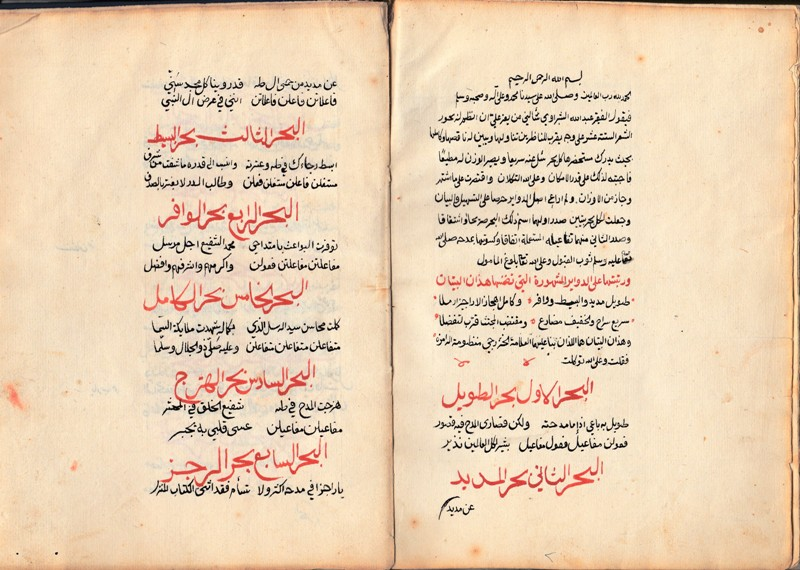
مخطوط في نظم بحور الشعر العربي من تأليف الشيخ عبد الله الشبراوي، وكتبها الشيخ قاسم أفندي المفتي بيدهِ عام 1257هـ، الصفحة 1، 2

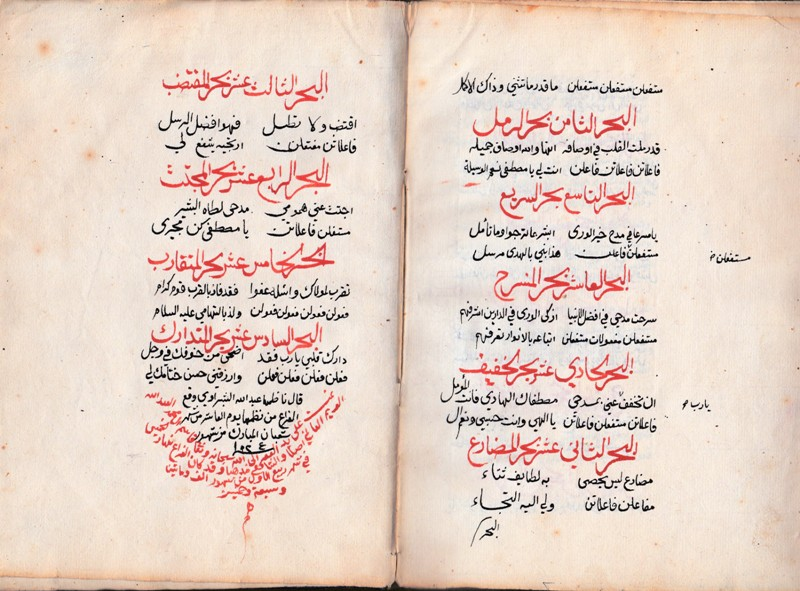
مخطوط في نظم بحور الشعر العربي، من تأليف الشيخ عبد الله الشبراوي، وكتبها الشيخ قاسم أفندي المفتي بيدهِ عام 1257هـ، الصفحة 3، 4

كان الشبراوي شاعراً متميزاً، وكان يستغل مواهبه الشعرية في نظم بعض العلوم لتسهيل حفظها على الطلاب، مثل نظمه للآجرومية في علم النحو. ومن شعره الغزلية الشهيرة التي مطلعها:
وحقك أنتَ المنى والطلب.:. وأنت المرادُ وأنتَ الأَرَبْ
ولي فيكَ يا هاجري صبوةٌ.:. تحيَّرَ في وصفِها كُلُّ صّبَ
ومن مؤلفاته في الشعر ديوان «مفاتيح الألطاف في مدائح الأشراف» و«نزهة الأبصار في رقائق الأشعار» و«نظم بحور الشعر وأجزائها».

## توليه المشيخة
تولى الشيخ الشبراوي مشيخة الأزهر عام 1137 هـ/1724 م، وكان أول من ولي المشيخة من مشايخ المذهب الشافعي.

## من مؤلفاته
- الإتحاف بحب الأشراف
- الاستغاثة الشبراوية
- شرح الصدر في غزوة بدر
- منائح الألطاف في مدائح الأشراف (ديوان شعري)
- عروس الآداب وفرحة الأحباب
- عنوان البيان وبستان الأذهان
- نزهة الأبصار في رقائق الأشعار

## وفاته
توفي الشيخ الشبرواي في صبيحة يوم الخميس السادس من ذي الحجة سنة 1171 هـ عن عمر يناهز ثمانين عاماً، وصُلّي عليه بالجامع الأزهر في مشهد حافل، ودُفن بتربة المجاورين.